# Sugar Grove (Virgínia)
Sugar Grove és una concentració de població designada pel cens dels Estats Units a l'estat de Virgínia. Segons el cens del 2000 tenia 741 habitants.

## Demografia
Segons el cens del 2000, Sugar Grove tenia 741 habitants, 320 habitatges, i 213 famílies. La densitat de població era de 34,2 habitants per km².
Dels 320 habitatges en un 30,9% hi vivien nens de menys de 18 anys, en un 50,9% hi vivien parelles casades, en un 10% dones solteres, i en un 33,4% no eren unitats familiars. En el 28,4% dels habitatges hi vivien persones soles el 13,8% de les quals corresponia a persones de 65 anys o més que vivien soles. El nombre mitjà de persones vivint en cada habitatge era de 2,32 i el nombre mitjà de persones que vivien en cada família era de 2,8.
Per edats la població es repartia de la següent manera: un 24% tenia menys de 18 anys, un 6,7% entre 18 i 24, un 30,9% entre 25 i 44, un 22,5% de 45 a 60 i un 15,8% 65 anys o més.
L'edat mediana era de 35 anys. Per cada 100 dones de 18 o més anys hi havia 93,5 homes.
La renda mediana per habitatge era de 27.563 $ i la renda mediana per família de 31.065 $. Els homes tenien una renda mediana de 21.607 $ mentre que les dones 21.016 $. La renda per capita de la població era de 14.172 $. Entorn del 7,9% de les famílies i l'11,1% de la població estaven per davall del llindar de pobresa.

## Poblacions més properes
El següent diagrama mostra les poblacions més properes.